# Bleed American
Bleed American är ett med musikalbum med Jimmy Eat World som släpptes 2001.

## Låtlista
| Nr  | Titel               | Längd |
| --- | ------------------- | ----- |
| 1.  | Bleed American      | 3:04  |
| 2.  | A Praise Chorus     | 4:06  |
| 3.  | The Middle          | 2:48  |
| 4.  | Your House          | 4:48  |
| 5.  | Sweetness           | 3:42  |
| 6.  | Hear You Me         | 4:47  |
| 7.  | If You Don't, Don't | 4:35  |
| 8.  | Get It Faster       | 4:24  |
| 9.  | Cautioners          | 5:23  |
| 10. | The Authority Song  | 3:39  |
| 11. | My Sundown          | 5:48  |